# Щецин
Ще́цин (пол. Szczecinо файле [ˈʂt͡ʂɛt͡ɕin]), до 1945 года Штетти́н (нем. Stettin [ʃtɛˈtiːn]) — город на северо-западе Польши, расположенный недалеко от границы с Германией, 7-й по величине город страны с населением 401 907 человек (2019), административный центр Западно-Поморского воеводства.
Вместе с соседним Свиноуйсьце образует крупнейший порт страны на Балтийском море; также город является центром промышленности (в частности нефтехимической и машиностроительной). Около Щецина расположен международный аэропорт Щецин-Голенюв, на территории города находится озеро Домбе.

## История
Поселение западнославянского племени поморян на месте современного Щецина появилось в VIII веке.
В IX веке были построены укрепления на холме у берега Одры; в поселении находилось Святилище богов Триглава.
Между укреплениями и рекой в X веке сформировался торгово-ремесленный посад. Во второй половине X века, в результате войны с лютичами за Поморье, польский князь Мешко I занял земли, где расположен современный Щецин, однако в состав польского государства они включены не были. Сохранив независимость, Щецин стал административным и экономическим центром Западного Поморья.
Лишь в 1124 году польский князь Болеслав III Кривоустый подчинил Щецин и крестил его жителей. В конце XII века город вошёл в состав Священной Римской империи. Поселение стало центром герцогства Померания-Штеттин; началась германизация населения Щецина, немцами называвшегося Штеттином.
В 1243 году князь Барним I даровал Штеттину Магдебургское право. С 1278 года город вошёл в Ганзейский союз. Штеттин оставался столицей герцогства до 1648 года, когда по итогам Тридцатилетней войны он отошёл к Швеции.
В 1720 году, согласно Стокгольмскому договору, Штеттин перешёл от шведов к Пруссии и находился в её составе до XX века, служил основным морским портом для Берлина.
В Штеттинском замке в 1729 году родилась будущая российская императрица Екатерина II, а спустя тридцать лет — её невестка, жена Павла I Мария Фёдоровна.
XX век
С 1935 года в городе размещался штаб 2-го военного округа вермахта.
В октябре 1939 года Штеттин стал третьим по площади городом в Германии (был тогда на 160 км² больше, чем сегодня).
Во время Второй мировой войны город был сильно разрушен; пострадало до 2/3 зданий. В феврале 1945 года, в связи с приближением линии фронта, началась эвакуация населения. 20 марта 1945 года Штеттин был занят советскими войсками; к этому моменту немецкое население сократилось до 20 тысяч человек (на начало войны в городе проживало около 275 тысяч человек). В мае эвакуированные горожане стали возвращаться в Штеттин, на начало июля в нём проживало около 100 тысяч немцев.
Одновременно с этим в город стали прибывать новые жители — большинство поселенцев были выходцами из Центральной Польши и восточных территорий, отошедших к СССР по итогам Второй мировой войны. 5 июля советская военная администрация передала управление городом польской стороне, принадлежность была подтверждена позднее на Потсдамской конференции.
Президент Щецина Пётр Заремба объявил[когда?], что в связи с перенаселением право на проживание в городе имеют только те немцы, что зарегистрировались в городе до 6 июля 1945 года[уточнить] (польское население города на тот момент оценивалось в 3,5 тысячи человек).
6 августа 1945 года вышел приказ НКО СССР № 0015/00937 «Об организации производственного лагеря для военнопленных в г. Штеттин»: «Для использования военнопленных на погрузочных работах в порту г. Штеттин, Главнокомандующему советских оккупационных войск в Германии сформировать к 15 августа 1945 г. в г. Штеттин производственный лагерь для военнопленных на 10 000 человек, в составе: двух лагерных отделений по 5000 человек каждое…»
К концу 1946 года в Щецине проживало 100 тысяч поляков и 17 тысяч немцев.
В начале 1980-х в Щецине действовал один из самых радикальных и активных региональных профцентров Солидарности во главе с Марианом Юрчиком. Забастовка Щецинской судоверфи имени Варского в декабре 1981 являлась координационным центром протестов против военного положения по всему Западному Поморью. В Щецине произошли самые длительные и ожесточённые столкновения протестующих с ЗОМО в дни майских протестов 1982.
Щецин стал центром одноимённого воеводства, с 1999 года по настоящее время — центр Западно-Поморского воеводства.

## Население
По состоянию на 2019 год население Шецина составляет 401 907 человек.
Динамика численности жителей города.

## Климат
| Показатель                    | Янв. | Фев.  | Март  | Апр. | Май  | Июнь | Июль | Авг. | Сен. | Окт. | Нояб. | Дек.  | Год  |
| ----------------------------- | ---- | ----- | ----- | ---- | ---- | ---- | ---- | ---- | ---- | ---- | ----- | ----- | ---- |
| Абсолютный максимум, °C       | 14,8 | 17,9  | 23,9  | 30,6 | 32,0 | 35,6 | 37,3 | 37,8 | 30,8 | 26,7 | 19,4  | 14,9  | 37,8 |
| Средний суточный максимум, °C | 3,0  | 4,5   | 8,5   | 14,7 | 19,1 | 22,1 | 24,3 | 24,0 | 19,2 | 13,5 | 7,5   | 4,0   | 13,7 |
| Средняя температура, °C       | 0,7  | 1,5   | 4,2   | 9,2  | 13,6 | 16,8 | 18,9 | 18,5 | 14,3 | 9,5  | 4,9   | 1,9   | 9,5  |
| Средний суточный минимум, °C  | −1,8 | −1,3  | 0,4   | 4,0  | 8,1  | 11,5 | 13,8 | 13,5 | 9,9  | 6,0  | 2,4   | −0,5  | 5,5  |
| Абсолютный минимум, °C        | −30  | −28,7 | −23,1 | −7,7 | −4,4 | 0,3  | 4,4  | 1,2  | −2,6 | −6,9 | −11,4 | −22,3 | −30  |
| Норма осадков, мм             | 39   | 32    | 36    | 32   | 55   | 60   | 77   | 58   | 47   | 44   | 38    | 42    | 560  |
| Источник:                     |      |       |       |      |      |      |      |      |      |      |       |       |      |

## Экономика
Щецинский порт — один из крупнейших морских портов Польши. Щецинский морской порт обслуживает судовладельцев со всего мира и является портом приписки двух судоходных компаний: Polsteam и Euroafrica. 
В советское время в городе базировалась крупнейшая польская рыболовная компания «Gryf», которая  создала рецептуру и десятилетиями производила популярные во всей стране консервы «щецинский паприкаш», быстро ставшими одним из символом идентичности Щецина.
Развиты машиностроение, судостроение, химическая промышленность и целлюлозно-бумажное производство.
Валовой региональный продукт составляет 4 839 904 421 евро, 11 827 на душу населения.
По состоянию на сентябрь 2016 года число зарегистрированных безработных в Щецине составляло около 8400 человек, что соответствует уровню безработицы 5,0 % по отношению к экономически активному населению.
В октябре 2012 года средняя зарплата сотрудников составляла 3 807,73 злотых, а количество сотрудников в Щецине — 90 754. По данным регионального бюро труда в Щецине, с 1 января 2023 года минимальная заработная плата составит 3 490 злотых, а средняя заработная плата для жителей бывшей поморской столицы — 6 733,49 злотых.

## Культура
Образование
- Щецинский университет
- Западно-Поморский технологический университет (с 1 января 2009)
- Померанский медицинский университет (основан в 1948, современный статус с 2010)
- Морская академия (основана в 1947, современный статус с 2004)
- Академия искусств (2010)
- Западнопоморская школа бизнеса — Zachodniopomorska Szkoła Biznesu (основана 1993)

## Спорт
В городе функционируют профессиональные клубы по различным видам спорта — прежде всего по футболу, гандболу, баскетболу (мужчины), волейболу (мужчины), прыжках с шестом, плаванию и хождению под парусом. Многие из них используют название «Погонь».

## Религия
В городе находится много храмов разных вероисповеданий, в том числе католический кафедральный собор и второй православный кафедральный собор Вроцлаво-Щецинской епархии (главный находится во Вроцлаве).

## Достопримечательности

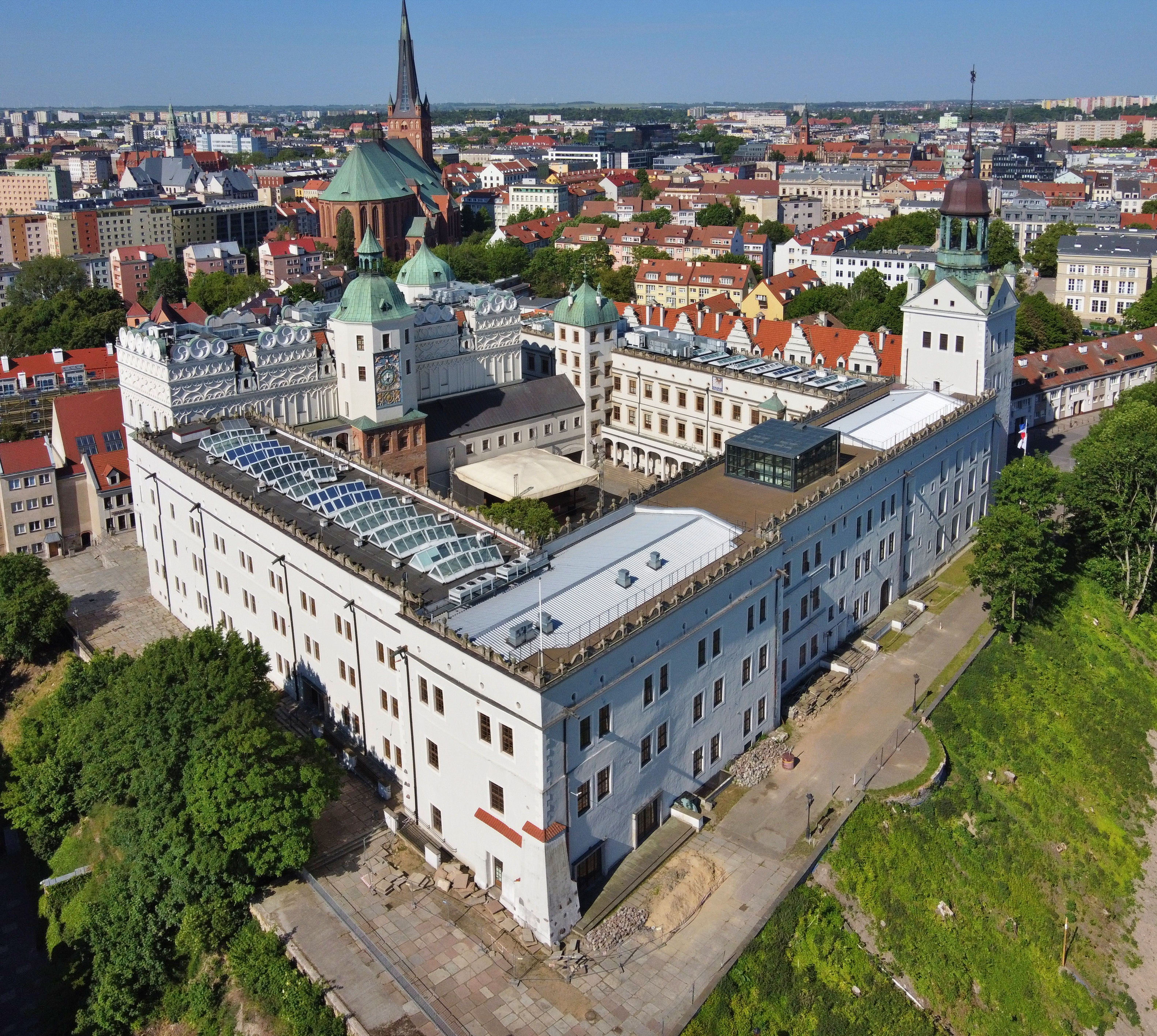
Замок Поморских князей

В основе планировки исторического центра Щецина — система звездообразных площадей, соединённых улицами и образованными после сноса в XIX веке крепостных стен бульварами. В городе немало памятников истории и архитектуры.
Сохранились остатки укреплений XIII—XIV веков с барочными воротами XVIII века. В центре города находится костёл Святых Петра и Павла, основанный в 1124 году миссионером Отто Бамбергским и считающийся древнейшей христианской церковью Поморья (готическое здание храма относится ко второй половине XV века). В XII веке был основан и кафедральный собор святого Якуба; здание было построено в XVI—XVII веках и примечательно ажурными украшениями контрфорсов южной стены работы средневекового мастера Хенрика Брунсберга. Во время бомбардировки в 1944 году храм был почти полностью разрушен, реставрация ведётся с 1970 года. В соборе действует Епархиальный музей. Дом викария рядом с храмом относится к XV веку. На берегу Одры стоит основанный монахами-францисканцами в XIII веке готический собор святого Якуба; в годы Второй мировой войны он пострадал незначительно, в 1960-е годы реставрационные работы были завершены. Замок Поморских князей, основанный в XIV веке, был перестроен в XV — начале XVII века в стиле ренессанс; в здании, восстановленном после бомбардировок 1944 года, размещены театр и картинная галерея.
Будущая российская императрица (Екатерина II) принцесса София Августа Фредерика Ангальт-Цербстская (1729—1796) родилась в щецинском замке 21 апреля (2 мая) 1729 года. Официальное название замка сегодня — «Замок поморских князей».
Примечателен ансамбль Рыночной площади в Старом городе, с городской ратушей XIII века (в ней располагается Исторический музей) и дом купеческой семьи Лойтзев, построенный в XVI веке в стиле поздней готики. В центре города сохранились и другие исторические здания в стилях барокко, готики и классицизма.
В барочном дворце XVIII века находится Национальный музей.

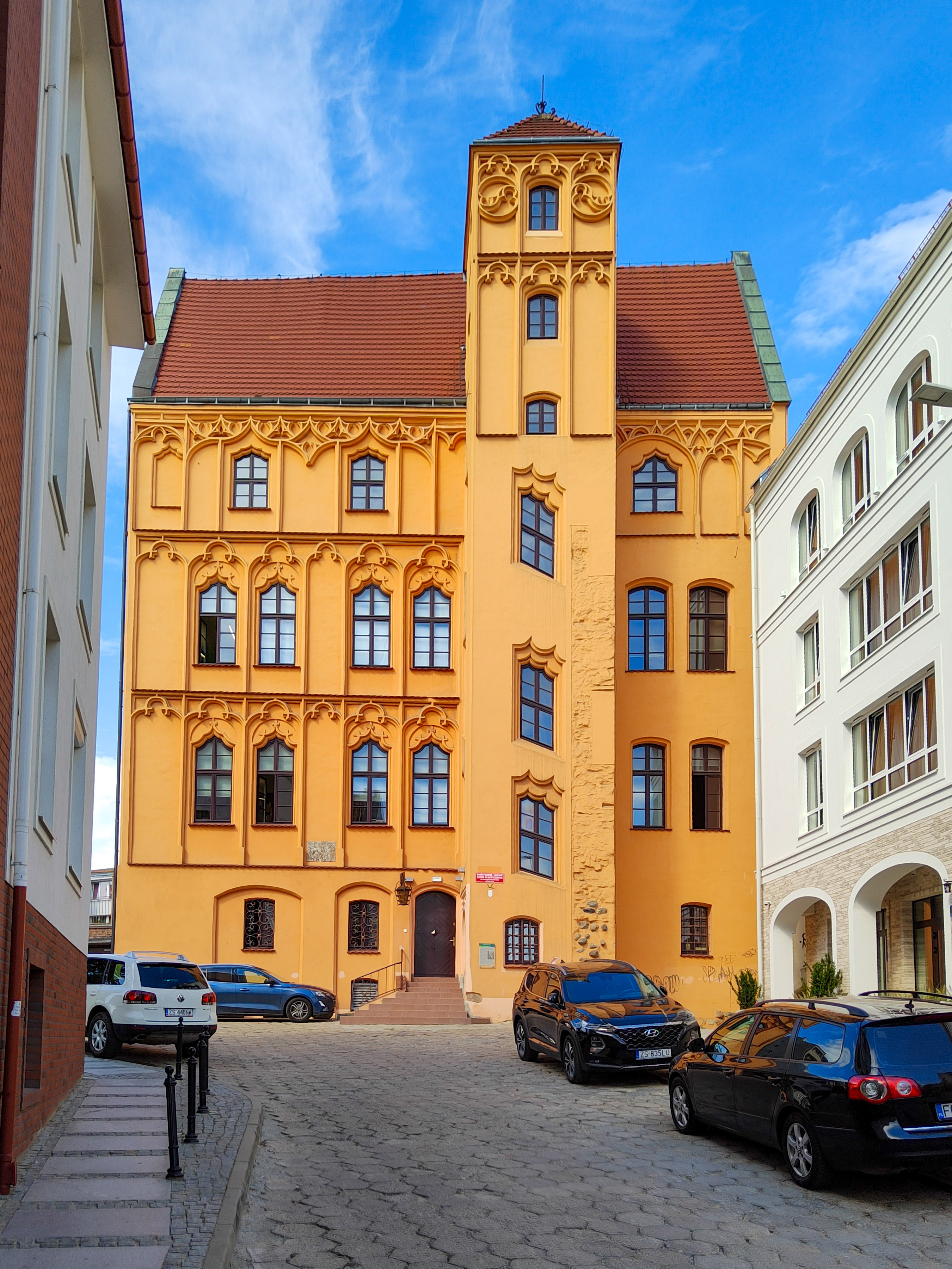
Дом купеческой семьи Лойтзев
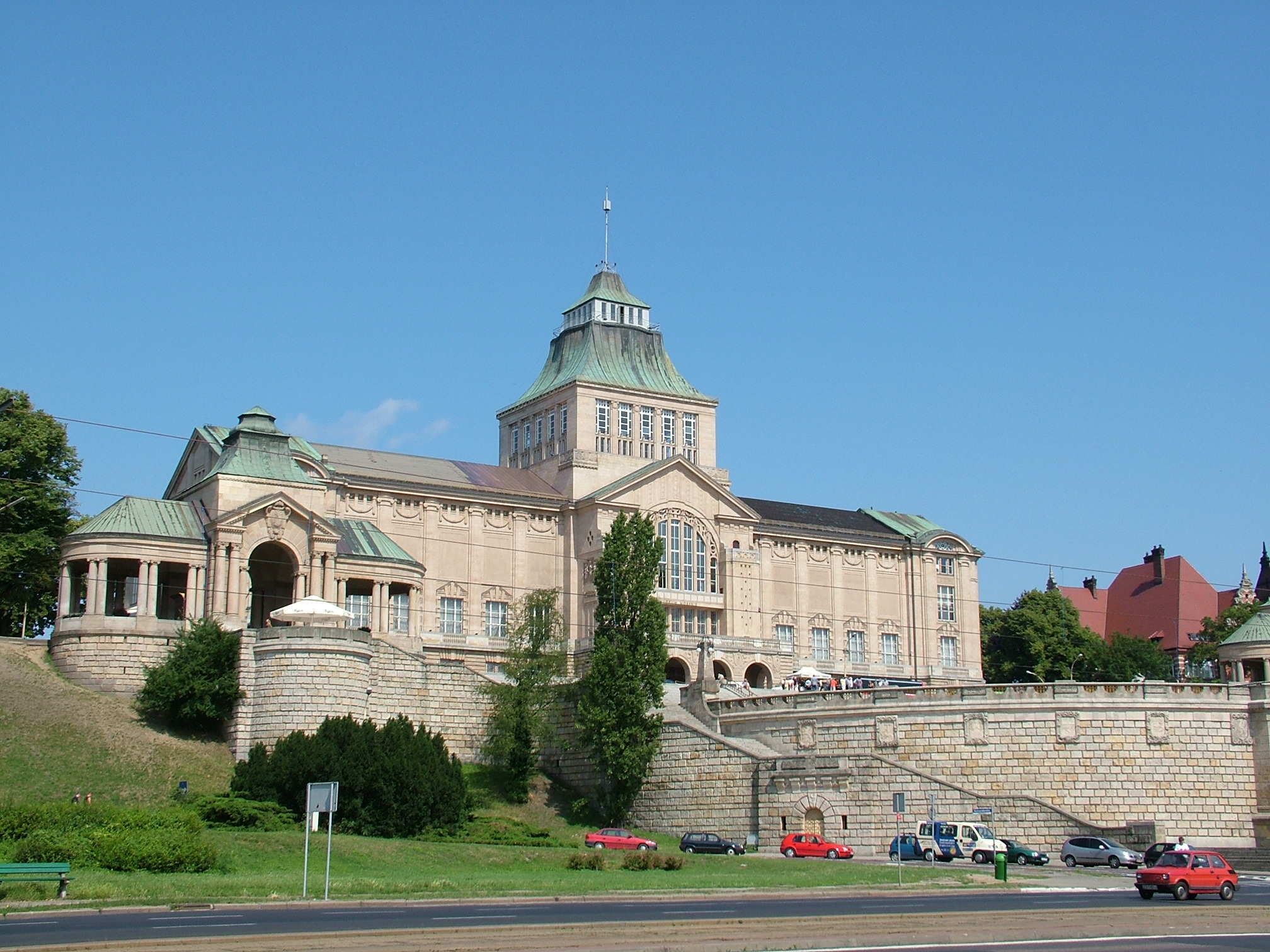
Морской музей
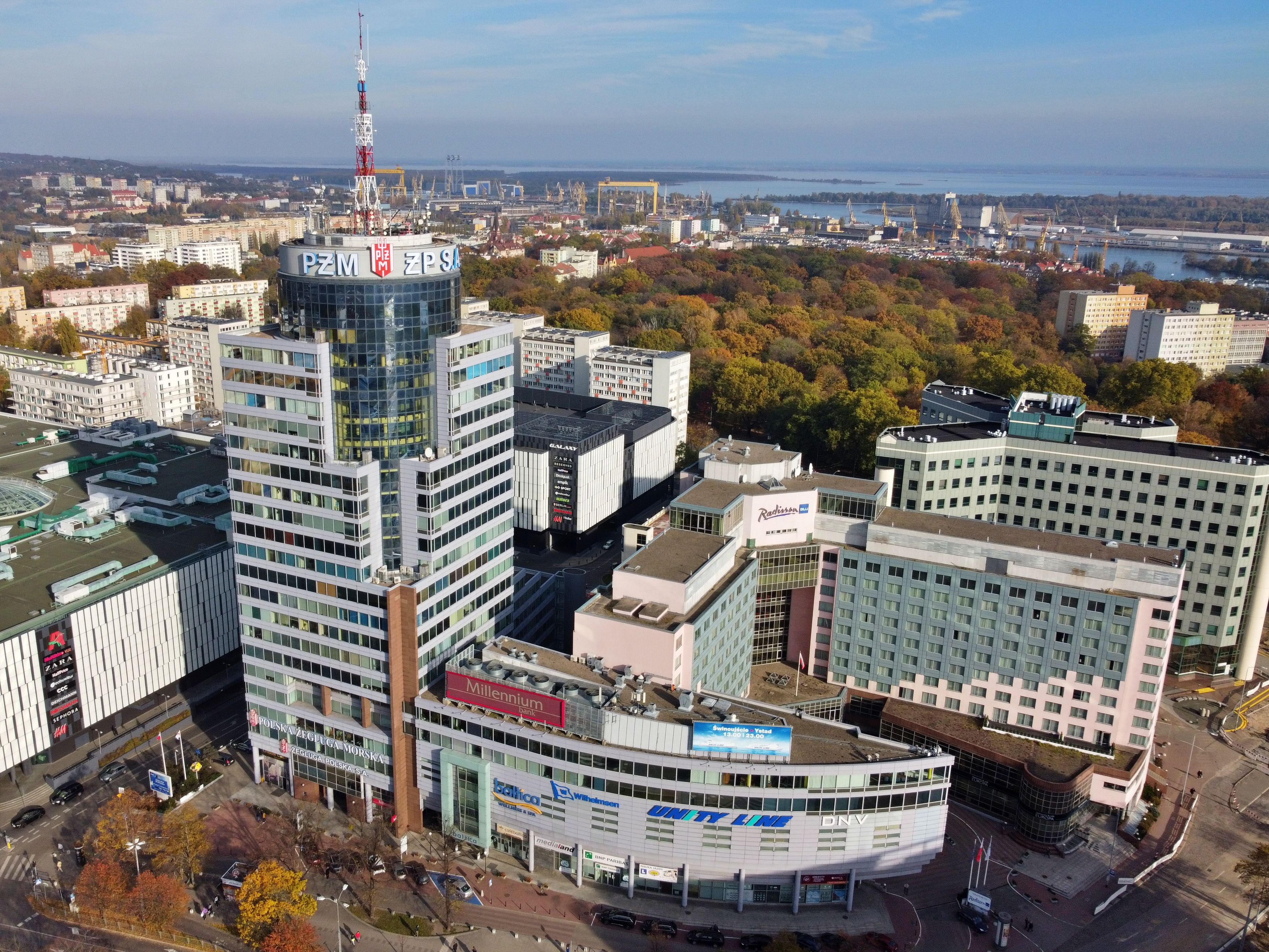
PAZIM
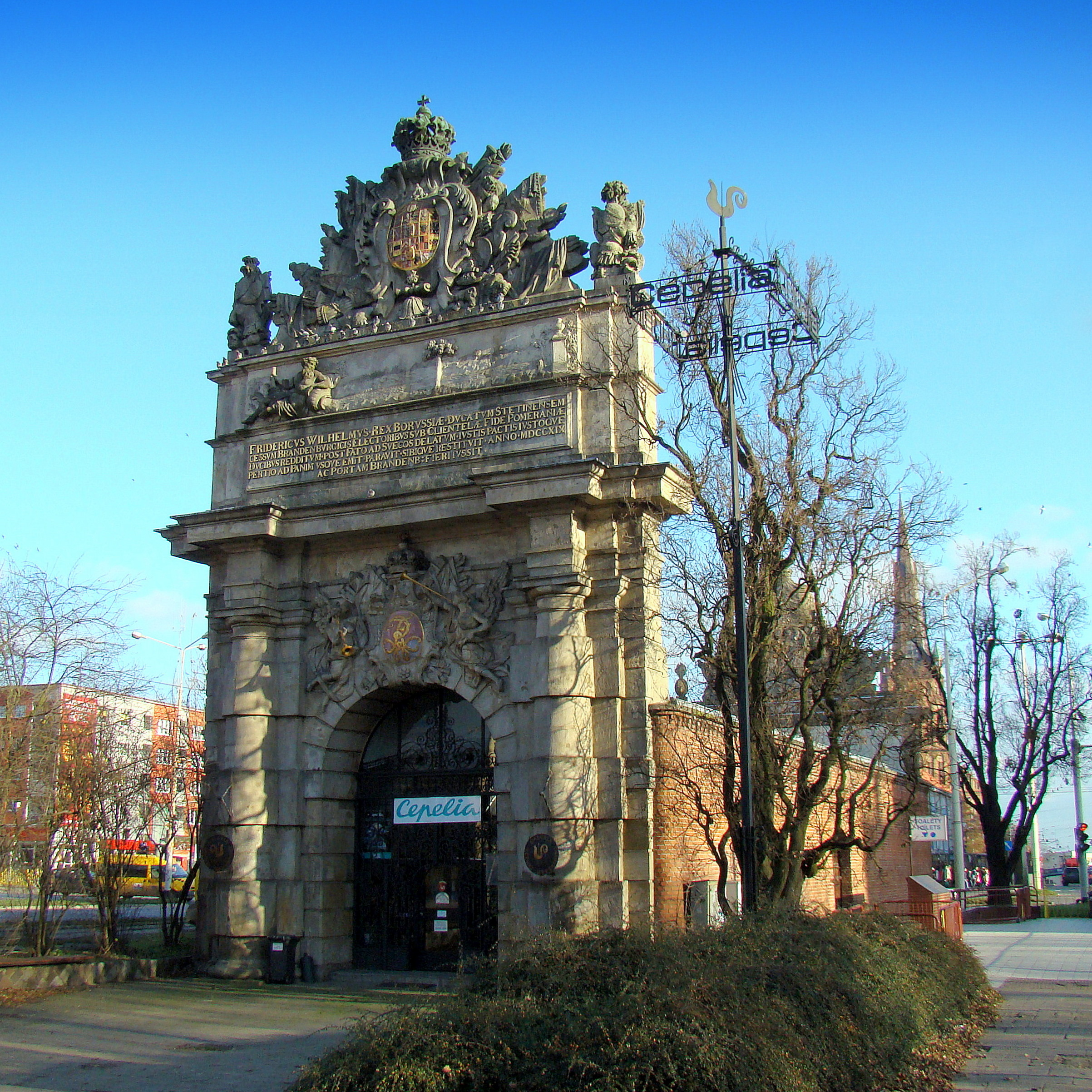
Портовые ворота
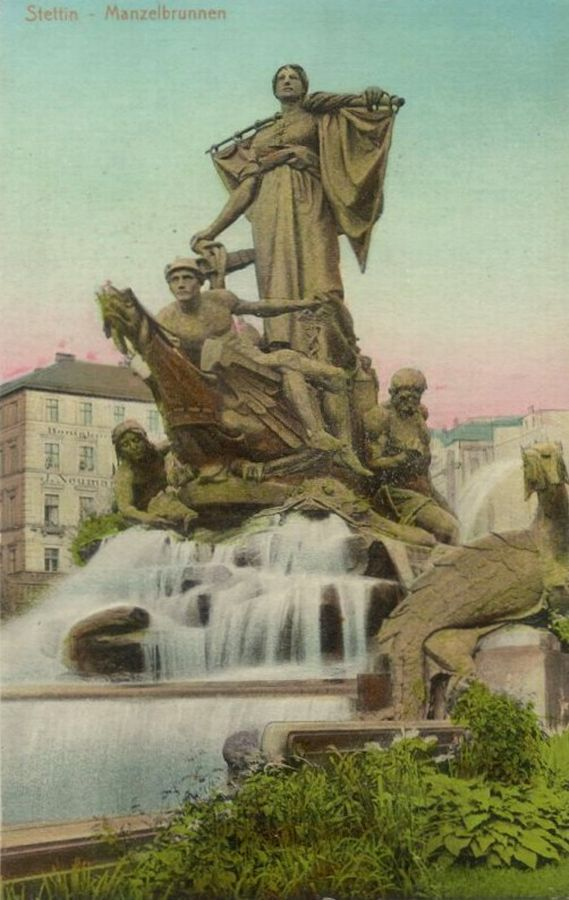
Sedina Monument (1899—1913)
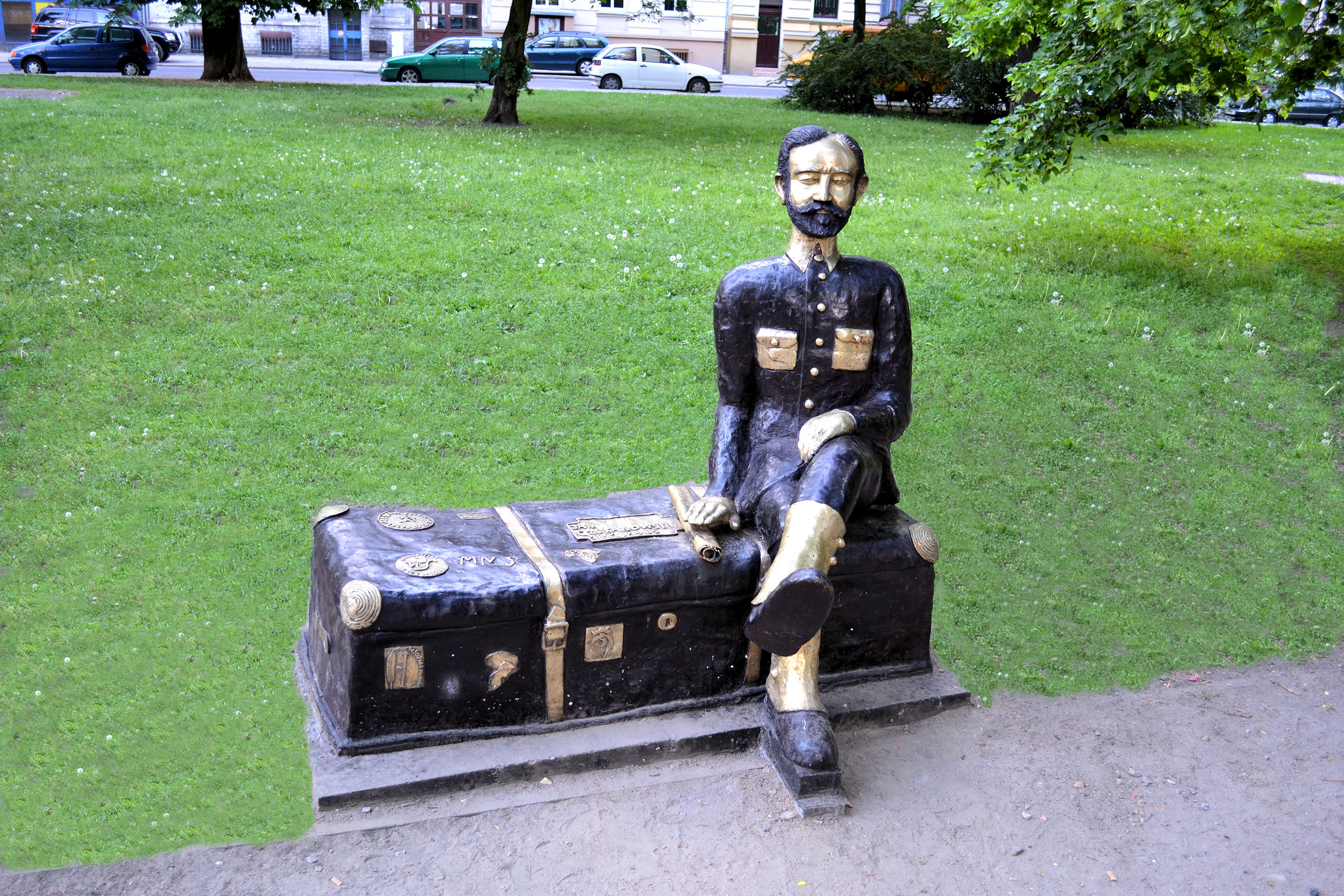
Чекановский, Ян
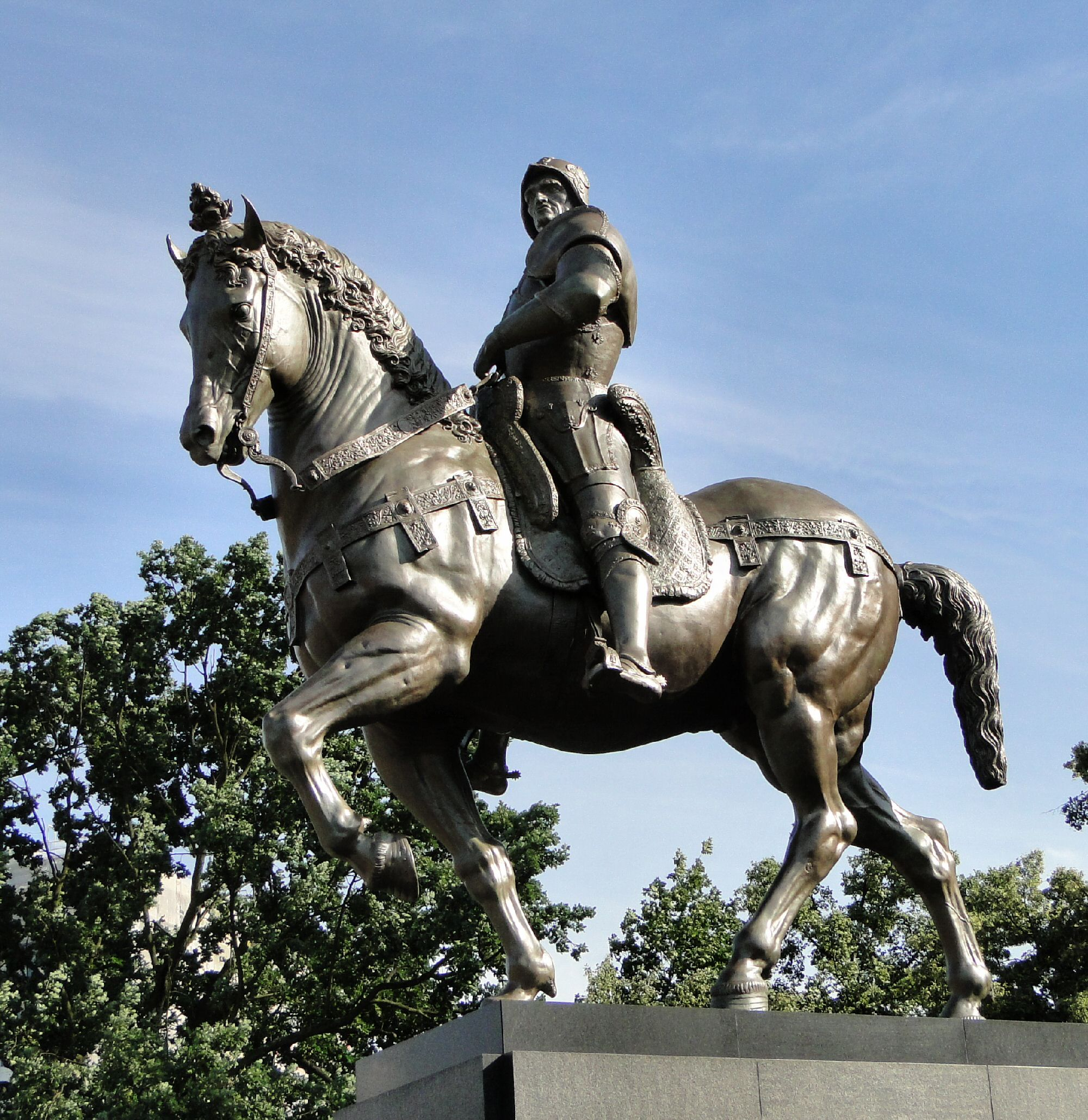
Памятник Бартоломео Коллеони
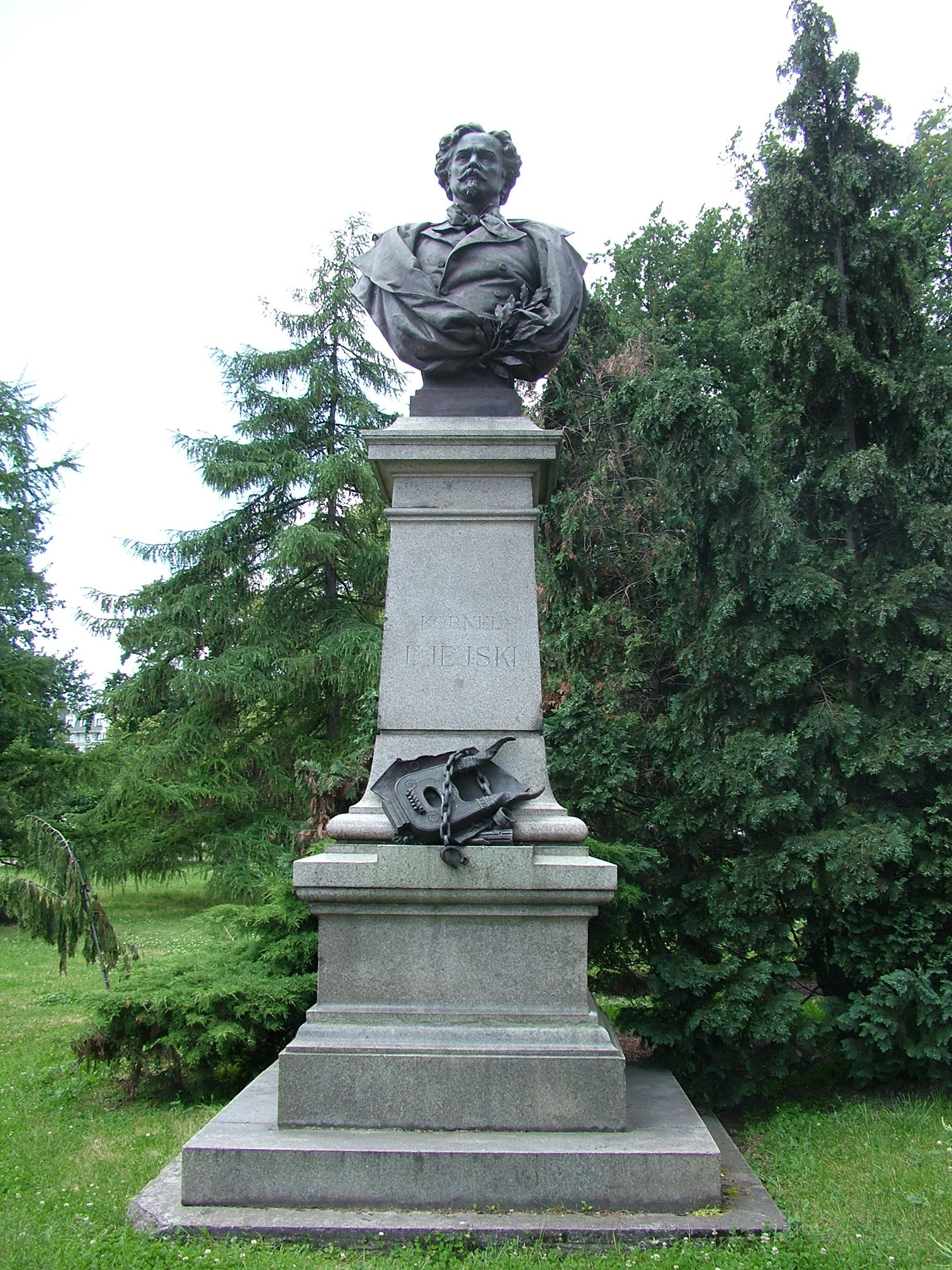
Памятник Корнелю Уейскому

## Города-побратимы
- Бремерхафен (Германия)
- Днепр (Украина)[17]
- Росток (Германия)
- Далянь (Китай)
- Эсбьерг (Дания)
- Фридрихсхайн-Кройцберг (Германия)
- Любек (Германия)
- Кингстон-апон-Халл (Великобритания)
- Мальмё (Швеция)
- Сент-Луис (США)
- Клайпеда (Литва)
- Грайфсвальд (Германия)